# Профіль користувача

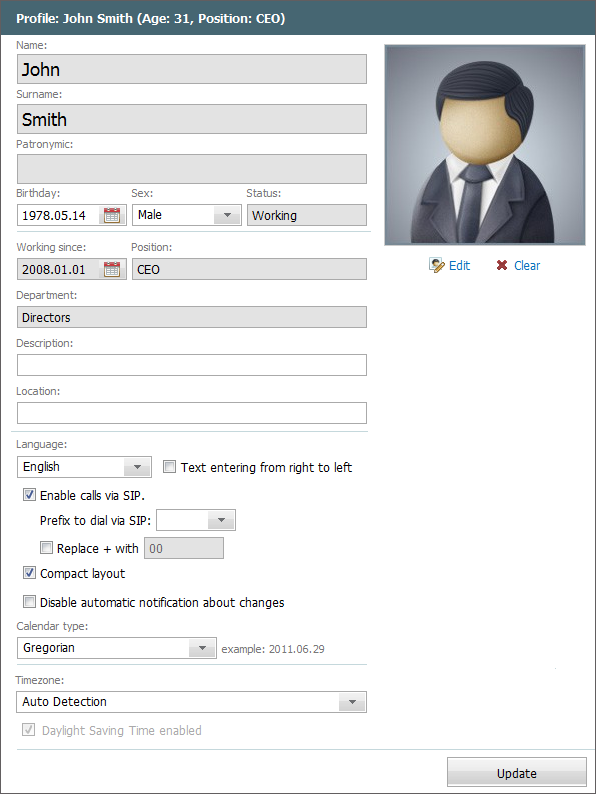
Типовий профіль користуача в інформаційних системах

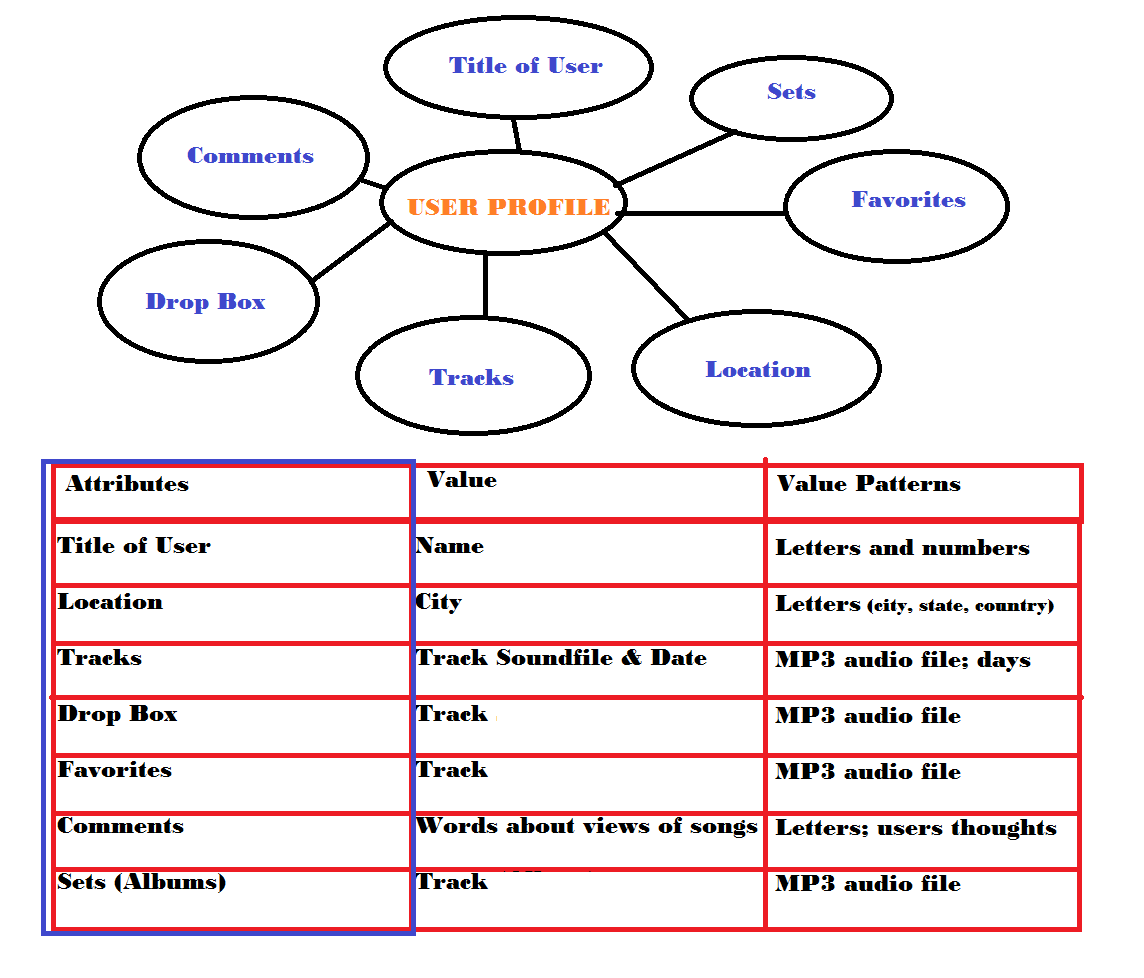
Інформаційна модель профілю користувача

Профіль користувача — візуальне відображення персональних даних, пов'язаних з конкретним користувачем, або характеристики робочого середовища. Профіль належить до явного цифрового представлення особистості людини. Профіль користувача також може розглядатися як комп'ютерне представлення моделі користувача.
Профіль може бути використаний для зберігання опису характеристик людини. Ця інформація може бути використана в системах з урахуванням характеристик і переваг осіб.
Профілювання є процесом, який належить до будівництва профілю за сортуванням набору даних.
Профілі користувачів можуть бути знайдені в операційних системах, комп'ютерних програмах, рекомендаційних системах, або динамічних вебсайтах (наприклад, інтернет-сайти соціальних мереж або на дошках оголошень).